# Chloé (film)
Chloé è un film per la TV del 1996 diretto da Dennis Berry. 
Si tratta di uno dei primi ruoli da protagonista per Marion Cotillard, che interpreta una giovane costretta a prostituirsi. 